# Tajmen
A tajmen (Hucho taimen) a sugarasúszójú halak (Actinopterygii) osztályának lazacalakúak (Salmoniformes) rendjébe, ezen belül a lazacfélék (Salmonidae) családjába tartozó faj.

## Előfordulása
A tajmen a Kaszpi-tengerbe ömlő Volga és az Urál folyók felső szakaszának gyorsan áramló, oxigéndús vizeiben él. Szibériában és Mongóliában a Jeges-tengerbe ömlő folyók lakója.

## Megjelenése
A hal teste alacsony, nyújtott, keresztmetszetében csaknem kerekded, keskeny faroknyéllel. Pikkelyei nagyon kicsinyek, 193-242 darab van az oldalvonal mentén, és további 27-30 a zsírúszó és az oldalvonal között (beleértve az oldalvonal pikkelyeit is). Feje hosszú, csukaszerűen erősen lapított, szájnyílása széles (a szemek mögé ér). Az első kopoltyúíven 11-12 kopoltyútüske van. Az ekecsont fogazottsága: a lemez hátulsó szegélyén 4-8 kampós fog van egyszerű keresztvonalban, a nyél (a fiatal példányoknál is) mindig fogak nélküli. Hátoldala barnás vagy zöldesszürke; oldalai világosabbak, vörhenyes „rézfénnyel”, az oldalvonal felett és alatt számos apró sötét folttal. A hasoldala fehéres. A fiatalokon sötét keresztsávok vannak. Testhossza 80-130 centiméter, legfeljebb 200 centiméter. Testtömege legfeljebb 100 kilogramm.

## Életmódja
A tajmen területtartó hal, revírjét a folyó legerősebb sodrású részén választja ki. Tápláléka halak, vízimadarak, apró emlősök.

## Szaporodása
Május-júniusban ívik, az íváshoz készülő halak felfelé úsznak a folyókban, ikráikat a görgeteges vagy durva kaviccsal borított mederben rakják le. Egy-egy nőstény körülbelül 10 000-34 000 darabot rak. A kelési idő 30-35 nap.